# Eupithecia emendata
Eupithecia emendata es una especie de polilla de la familia Geometridae. La especie fue descrita por primera vez por András Mátyás Vojnits habiendo sido descrita en 1983, con distribución en Nepal. El holotipo de la especie fue descrita en el sector de Junbesi, a una altura de 2750 metros (9022,3 pies). Tiene gran similitud con otra especie del Nepal, Eupithecia mediargentata, El nombre específico es un adjetivo derivado de emendatus, que es "sin falta". Tiene similitud morfológica con otras especies de Asia, todas parte del grupo de especies lanceata.

## Descripción
Es una polilla de fácil identificación por su color blanquecino y sus alas elongadas. Cuenta con una banda basal marrón en sus alas anteriores así como una banda basal oblicua de color marrón. Tiene dos manchas costales mediales muy notorias de color marrón y tres manchas apicales también muy visibles y de color marrón. Sus puntos discales son redondeadas y de color negro. Las alas posteriores son también blanquecinas con líneas transversales bien demarcadas a nivel anal del ala. El punto discal de las alas posteriores es visible pero muy pequeña en comparación con el del ala anterior.